# Zamek Dobrej Nadziei
Zamek Dobrej Nadziei (ang. Castle of Good Hope, afr. Kasteel die Goeie Hoop, niderl. Kasteel de Goede Hoop) – zabytkowa twierdza w Kapsztadzie, najstarszy zachowany budynek kolonialny na terenie Południowej Afryki.
Wzniesiony został w drugiej połowie XVII wieku po przybyciu na te tereny Holendrów pod przywództwem Jana van Riebeecka. 
Twierdza ma pięć wież, po jednej na każdym ramieniu gwiazdy. Noszą one nazwy związane z władcami Niderlandów, są to: Buren, Leerdam, Oranje, Nassau  Catzenellenborgen. Od roku 1674 do 1795 zamek służył za siedzibę władz Holenderskiej Kompanii Wschodnioindyjskiej. Był również oficjalną rezydencją gubernatora, funkcję tę utrzymał również po zajęciu Kapsztadu przez Brytyjczyków. 